# Ivan Robinson
Ivan Robinson est un boxeur Américain né le 27 février 1971 à Philadelphie, Pennsylvanie.

## Carrière
Champion des États-Unis amateur en 1991 dans la catégorie poids plumes, il passe professionnel l'année suivante et remporte le titre national des poids légers le 17 octobre 1995. Il affronte le champion du monde IBF Philip Holiday le 21 décembre 1996 mais s'incline aux points à l'unanimité des juges. Il bat en revanche à deux reprises Arturo Gatti en 1998 et devient champion d'Amérique du Nord NABF des poids légers le 3 septembre 1999 aux dépens de James Crayton.

## Distinction
- Robinson - Gatti I est élu combat de l’année en 1998 par Ring Magazine[2].